# MacKenzie Boyd-Clowes
MacKenzie Boyd-Clowes (* 13. Juli 1991 in Toronto) ist ein kanadischer Skispringer. Sein größter sportlicher Erfolg ist die Bronzemedaille bei den Olympischen Winterspielen 2022 in Peking im Mixed-Teamwettbewerb.

## Werdegang
Boyd-Clowes, der seit 2005 zum Nationalkader gehört, galt neben Stefan Read als große Hoffnung der Kanadier für die Olympischen Winterspiele 2010 in Vancouver.
Sein erstes internationales Springen absolvierte Boyd-Clowes mit nur 14 Jahren am 17. September 2005 beim FIS-Cup im italienischen Predazzo. Bei den Junioren-Weltmeisterschaften 2006 in Kranj erreichte er auf der Normalschanze den 55. Platz. Am 12. Dezember 2006 gab er beim Springen in Rovaniemi sein Debüt im Continental Cup.
Bei den Junioren-Weltmeisterschaften 2007 in Tarvis wurde er auf der Normalschanze 39. Es folgten zwei weitere Saisons im Continental Cup sowie einige Springen im FIS-Cup. Am 24. Januar 2009 gab er in Vancouver auf den Whistler Olympic Park Ski Jumps sein Weltcup-Debüt, nachdem er sich am Tag zuvor mit einem 39. Platz qualifizieren konnte. Er beendete das Springen auf der Großschanze am Ende auf dem 42. Platz. Im zweiten Springen am 25. Januar wurde er 49. Am 13. Februar 2009 verpasste er mit Platz 35 nur knapp die Qualifikation für das Skifliegen in Oberstdorf, sprang jedoch mit 161,5 m eine neue persönliche Bestweite.
Bei den Nordischen Skiweltmeisterschaften 2009 im tschechischen Liberec sprang er auf der Großschanze auf den 46. Platz. Für das Springen auf der Normalschanze konnte er sich zuvor nicht qualifizieren. Bei den Olympischen Winterspielen 2010 in Vancouver schied er bei der Qualifikation von der Normalschanze als 44. aus. Bei der Qualifikation von der Großschanze konnte er sich als 45. ebenfalls nicht für das Finale qualifizieren.
Am 15. Januar 2011 gewann er beim Springen in Sapporo als 28. seine ersten Weltcuppunkte. Am darauffolgenden Tag kam er als 29. ebenfalls in die Punkteränge. Bei den Nordischen Skiweltmeisterschaften 2011 in Oslo qualifizierte sich Boyd-Clowes nur für das Springen von der Großschanze, verpasste dort jedoch den zweiten Durchgang und belegte am Ende den 34. Platz. Von der Normalschanze war er zuvor nicht zur Qualifikation angetreten. Am 31. Juli 2011 gelang im auf dem Tremplin du Praz in Courchevel als Zweiter erstmals der Sprung auf das Treppchen beim Continental Cup. Ein halbes Jahr später sprang er am 20. Januar 2012 in Sapporo erstmals auch auf Schnee auf das Podium. Bei den Kanadischen Meisterschaften auf den Whistler Olympic Park Ski Jumps am 31. März 2012, an denen auch ausländische Starter teilnahmen, gewann er sowohl von der Normal- als auch von der Großschanze jeweils vor dem Deutschen Martin Schmitt. Seinen ersten Continental-Cup-Sieg konnte er am 30. Juni 2012 beim Sommerspringen auf der Brunnentalschanze in Stams feiern.
Im Februar 2013 verletzte sich Boyd-Clowes in Willingen bei einem Show-Springen auf einer Mini-Schanze, das einige Springer aufgrund des abgesagten Weltcupspringens veranstalteten. Er stürzte bei der Landung und erlitt dabei einen Schlüsselbeinbruch, Abschürfungen im Gesicht und leichte Prellungen. Er musste daraufhin die Saison 2012/13 vorzeitig beenden.
Am 11. Januar 2014 sprang er beim Skifliegen am Kulm auf den neunten Rang, was seine erste Platzierung in den Top Ten eines Weltcup-Springens war. Im Februar 2014 nahm er an den Olympischen Winterspielen in Sotschi teil. Auf der Normalschanze belegte er den 37. Rang, auf der Großschanze konnte er sich für den Finaldurchgang qualifizieren und belegte am Ende den 25. Platz. Im Mannschaftswettbewerb von der Großschanze landete er mit dem kanadischen Team auf dem zwölften und damit letzten Platz.
Nach dem abschließenden Weltcup der Saison 2013/14 in Planica legte MacKenzie Boyd-Clowes eine freiwillige Karrierepause von einem Jahr ein. Sein Comeback nach dieser Auszeit gab er beim Grand Prix in Courchevel. Im darauffolgenden Winter startete er auch wieder im Weltcup. Seit dem 17. März 2016 hält er mit 224 Metern den kanadischen Rekord im Skifliegen, den er in Planica aufgestellt hat.
Im Jahr 2018 nahm er in Pyeongchang zum dritten Mal an den Olympischen Winterspielen teil. Bei beiden Einzelwettbewerben konnte er sich für den Finaldurchgang qualifizieren. Er belegte von der Normalschanze den 26. Rang und von der Großschanze der 21. Rang.
Zum Auftakt der Weltcup-Saison 2020/21 im polnischen Wisła konnte Boyd-Clowes ein über den Sommer verbessertes Flugsystem präsentieren. Diese Weiterentwicklung trug zu einem überraschend starken neunten Platz bei, womit er sein bestes Weltcup-Ergebnis seit mehr als sechs Jahren erzielte. Bei der Skiflug-Weltmeisterschaft 2020 in Planica belegte er Rang 23. Am zweiten Wettkampftag Mitte Dezember in Engelberg sprang Boyd-Clowes auf den sechsten Platz und erreichte somit sein bis dato bestes Karriereergebnis. Er konnte diese Leistung nicht wiederholen, belegte am Ende der Saison aber immerhin den 32. Rang der Weltcup-Gesamtwertung, was seine bis zu diesem Zeitpunkt beste Platzierung zum Abschluss einer Saison war.
Bei den Olympischen Winterspielen 2022 in Peking gewann er zusammen mit Alexandria Loutitt, Matthew Soukup und Abigail Strate die Bronzemedaille im Mixed-Teamwettbewerb von der Normalschanze. Im Einzelwettbewerb von der Normalschanze wurde er 16. und von der Großschanze 33.
Im November 2023 kündigte Boyd-Clowes an, die kommende Saison auszusetzen. Da Matthew Soukup seine Karrierepause aus der Vorsaison fortsetze, nahm kein kanadischer Vertreter am Weltcup der Männer 2023/24 sowie 2024/25 teil.

## Erfolge

### Continental-Cup-Siege im Einzel
| Nr. | Datum         | Ort   | Typ           |
| --- | ------------- | ----- | ------------- |
| 1.  | 30. Juni 2012 | Stams | Normalschanze |

## Statistik

### Weltcup-Platzierungen
| Saison  | Platz | Punkte |
| ------- | ----- | ------ |
| 2010/11 | 71.   | 005    |
| 2011/12 | 68.   | 005    |
| 2012/13 | 55.   | 027    |
| 2013/14 | 55.   | 062    |
| 2015/16 | 44.   | 050    |
| 2016/17 | 41.   | 052    |
| 2017/18 | 47.   | 031    |
| 2018/19 | 51.   | 018    |
| 2019/20 | 50.   | 020    |
| 2020/21 | 32.   | 115    |
| 2021/22 | 63.   | 015    |
| 2022/23 | 48.   | 035    |

### Grand-Prix-Platzierungen
| Saison | Platz | Punkte |
| ------ | ----- | ------ |
| 2011   | 43.   | 047    |
| 2012   | 47.   | 030    |
| 2013   | 47.   | 050    |
| 2016   | 36.   | 074    |
| 2018   | 35.   | 051    |
| 2019   | 57.   | 016    |

### Continental-Cup-Platzierungen
| Saison  | Sommer | Sommer | Winter | Winter | Gesamt | Gesamt |
| Saison  | Platz  | Punkte | Platz  | Punkte | Platz  | Punkte |
| ------- | ------ | ------ | ------ | ------ | ------ | ------ |
| 2007/08 | —      | —      | —      | —      | 134.   | 008    |
| 2009/10 | —      | —      | —      | —      | 113.   | 013    |
| 2010/11 | —      | —      | —      | —      | 047.   | 146    |
| 2011/12 | —      | —      | —      | —      | 046.   | 119    |
| 2012/13 | —      | —      | —      | —      | 059.   | 159    |
| 2013/14 | 041.   | 064    | —      | —      | 087.   | 064    |
| 2015/16 | —      | —      | 049.   | 140    | 064.   | 140    |
| 2016/17 | 012.   | 258    | 063.   | 074    | 034.   | 332    |
| 2017/18 | 069.   | 030    | —      | —      | 113.   | 030    |
| 2018/19 | 048.   | 054    | 054.   | 099    | 058.   | 153    |
| 2019/20 | 031.   | 120    | —      | —      | 056.   | 120    |
| 2020/21 | 022.   | 020    | —      | —      | 077.   | 020    |
| 2021/22 | 077.   | 014    | 074.   | 029    | 091.   | 043    |
| 2022/23 | 030.   | 070    | 073.   | 029    | 052.   | 099    |